# Linaria warionis
Linaria warionis är en grobladsväxtart som beskrevs av Auguste Nicolas Pomel. Linaria warionis ingår i släktet sporrar, och familjen grobladsväxter. Inga underarter finns listade i Catalogue of Life.